# 남양 방씨
남양 방씨(南陽房氏)는 경기도 화성시 남양읍을 본관으로 하는 한국의 성씨이다. 1세조 방계홍(房季弘)이 고려 개국에 공을 세워 삼한벽상공신(三韓壁上功臣)으로 삼중대광보국(三重大匡輔國)에 올랐다.

## 기원

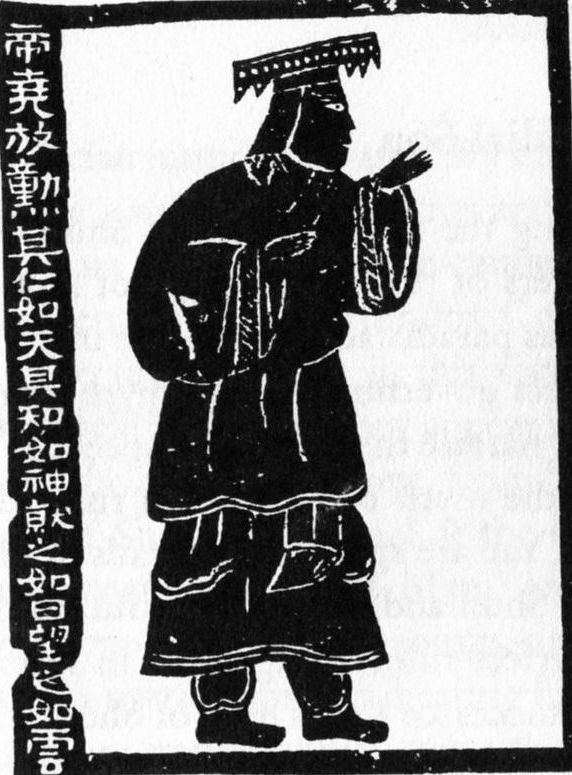
제요(帝堯)

방(房)씨는 중국 청하(淸河)에서 계출된 성씨이다. 요(堯) 임금의 아들 단주(丹朱)가 방후(房侯)에 봉해지면서 후손들이 국명을 성으로 삼았다.
당 태종 때 재상인 양공(梁公) 방현령(房玄齡, 578년 ~ 648년)의 둘째 아들이며, 당 태종의 부마도위인 방준(房俊)이 643년(당 태종 정관 17년) 고구려 보장왕의 주청(奏請)으로 당나라 8학사 중 한 사람으로서 고구려에 동래하여 당성(唐城：경기도 화성시 서신면)에 정착하면서 남양 방씨(南陽 房氏)의 기원이 되었다.

## 역사

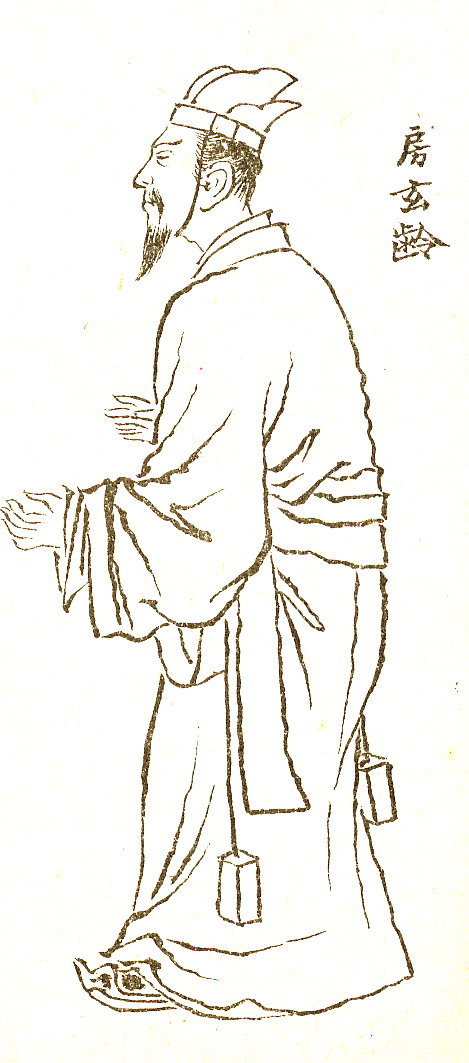
방현령(房玄齡)

중시조 방계홍(房季弘)이 고려 개국에 공을 세워 삼한벽상공신(三韓壁上功臣)으로 삼중대광보국(三重大匡輔國)에 올랐다. 경기도 화성시 마도면 청원리의 당성 숭령사에서 향사한다.
방계홍의 아들 방의강(房儀康)은 금자광록대부(金紫光祿大夫)로서 중서문하평장사(中書門下平章事)를 지냈으며, 손자 방진유(房珍儒)는 추밀원부사(樞密院府使)로 예부상서(禮部尙書)를 겸하였고, 다른 손자 방정유(房貞儒)는 대광(大匡)을 역임하였다.

## 분파
남양 방씨는 방계홍(房季弘)을 1세조로 하고, 9세 직제학 방사량(房士良), 장사랑(將仕郞) 방사인(房士仁), 방사보(房士輔)의 아들 대(代)인 10세를 파조로 하여 크게 7개 파로 갈라진다.
- 9세 방사량(房士良) - 직제학(直提學)
  - 10세 방구행(房九行) - 한림공파(翰林公派)
  - 10세 방구달(房九達) - 제학공파(提學公派)
  - 10세 방구성(房九成) - 정산공파(定山公派)
- 9세 방사인(房士仁) - 장사랑(將仕郞)
  - 10세 방구녕(房九寧) - 판관공파(判官公派)
  - 10세 방구련(房九連) - 교위공파(校尉公派)
- 9세 방사보(房士輔)
  - 10세 방구형(房九亨) - 참봉공파(參奉公派)
- 9세 방춘천(房春天)
  - 10세 방옥심(房玉心) - 학생공파(學生公派)

정산공파(定山公派)는 14세에서 창평공파(昌平公派), 만호공파(萬戶公派), 봉사공파(奉事公派), 사직공파(司直公派), 사계공파(沙溪公派), 한성공파(漢城公派), 금서공파(錦西公派), 진사공파(進士公派)로 분파된다.

## 국가지도층

### 고대시대
| 성함           | 출생     | 신분       | 학력     | 직위       |
| -------------- | -------- | ---------- | -------- | ---------- |
| 방현령(房玄齡) | 고대시대 | 고위정치인 | 과거급제 | 능연각공신 |

### 중세시대
| 성함           | 출생     | 신분     | 학력     | 직위       |
| -------------- | -------- | -------- | -------- | ---------- |
| 방사량(房士良) | 고려시대 | 고위관료 | 문과급제 | 지제생원사 |

### 근세시대
| 성함           | 출생     | 신분       | 학력       | 직위           |
| -------------- | -------- | ---------- | ---------- | -------------- |
| 방구행(房九行) | 1831년   | 고위관료   | 문과급제   | 원종공신       |
| 방옥정(房玉精) | 조선시대 | 고위관료   | 문과급제   | 세자시강원문학 |
| 방귀원(房貴元) | 1445년   | 고위관료   | 문과급제   | 예문관봉교     |
| 방귀화(房貴和) | 조선시대 | 고위관료   | 사마시입격 | 영접도감낭청   |
| 방복령(房復齡) | 1562년   | 고위관료   | 무과급제   | 선무원공신     |
| 방원량(房元亮) | 조선시대 | 고위정치인 | 문과급제   | 창평현령       |
| 방원정(房元井) | 1593년   | 고위관료   | 진사시합격 | 성균관직강     |

### 현대시대
| 성함           | 출생   | 신분     | 학력                        | 직위             |
| -------------- | ------ | -------- | --------------------------- | ---------------- |
| 방례원(房禮源) | 1918년 | 고위관료 | 고려대학교 법학 학사        | 서울고등법원장   |
| 방경원(房景源) | 1926년 | 고위관료 | 연세대학교 경영학 석사      | 병무청장         |
| 방극윤(房極允) | 1939년 | 고위관료 | 서울대학교 행정학 석사      | 서울지방노동청장 |
| 방극성(房極星) | 1955년 | 고위관료 | 서울대학교 법학 학사        | 광주고등법원장   |
| 방하남(房河男) | 1957년 | 고위관료 | 위스콘신 대학교 사회학 박사 | 고용노동부장관   |

## 과거 급제자
남양 방씨는 조선시대 문과 급제자 9명, 무과 급제자 9명, 사마시 34명 등 과거 급제자 52명을 배출하였다.
고려 문과
방연보(房衍寶) 방중량(房仲良)
문과
방구달(房九達) 방구행(房九行) 방귀온(房貴溫) 방귀원(房貴元) 방문중(房文中) 방옥정(房玉精) 방원정(房元井) 방윤익(房允翼) 방철모(房喆謨)
무과
방두기(房斗紀) 방복령(房復齡) 방선남(房善男) 방시원(房時騵) 방시유(房時騟) 방애정(房愛丁) 방응두(房應斗) 방태신(房泰臣) 방호생(房好生)
생원시
방귀화(房貴和) 방길원(房吉元) 방덕린(房德麟) 방덕준(房德駿) 방두위(房斗緯) 방명소(房明熽) 방명수(房明秀) 방세기(房世機) 방수인(房洙仁) 방연록(房延祿) 방옥정(房玉精) 방원진(房元震) 방위원(房緯元) 방윤(房允) 방태근(房泰謹) 방태옥(房泰) 방태하(房泰河) 방호인(房好仁)
진사시
방귀온(房貴溫) 방귀화(房貴和) 방명섭(房明燮) 방명엽(房明燁) 방명욱(房明煜) 방명진(房明晉) 방명훤(房明烜) 방언우(房彦佑) 방옥정(房玉精) 방원량(房元亮) 방원정(房元井) 방처인(房處仁) 방태연(房泰淵) 방필언(房弼彦) 방하규(房夏圭) 방호인(房好仁)

## 항렬자
| 23세     | 24세   | 25세     | 26세   | 27세     | 28세   | 29세     | 30세   | 31세     | 32세   | 33세     | 34세   | 35세     | 36세   | 37세     | 38세   | 39세     | 40세   |
| -------- | ------ | -------- | ------ | -------- | ------ | -------- | ------ | -------- | ------ | -------- | ------ | -------- | ------ | -------- | ------ | -------- | ------ |
| 口상(相) | 환(煥) | 口규(圭) | 진(鎭) | 口원(源) | 극(極) | 口혁(爀) | 기(基) | 口석(錫) | 치(治) | 口모(模) | 현(炫) | 口곤(坤) | 연(鉛) | 口수(洙) | 환(桓) | 口렬(烈) | 균(均) |

## 문화제
- 사계정사(沙溪精舍) : 전라북도 남원시 주생면에 있는, 남양 방씨의 선조 방응현(房應賢)이 조선 중기에 처음 세운 정자이다. 전라북도 문화재자료 제166호.
- 유천서원(楡川書院) : 1830년(순조 30) 지방 유림들에 의해 창건된 서원으로 방사량(房士良)·방귀온(房貴溫)·안탁(安琢)·방응현(房應賢)·안창국(安昌國) 등 5현을 봉안하여 5현사(五賢詞)라고도 부른다. 전라북도문화재자료 제52호.
- 남양방씨 분재기 및 교지․교첩류(8점) : 남원에 세거한 대표적 양반가 남양방씨 문중에는 분재기를 비롯한 교지, 교첩, 소지, 명문, 호적단자 등 100여점이 넘는 고문서들이 소장되어 있는데, 이 중 8점은 17~18세기 자료들이다. 1619년 분재기는 가선대부 방덕유가 적자 1남 1녀와 서자 1남에게 재산을 분급한 것으로 딸에게도 상당히 많은 재산을 물려주고 있고, 시기적으로 임진왜란 직후로 남녀균등상속에서 적장자 위주의 상속제로 넘어가는 과도기의 분재기이다. 2016년 전라북도 유형문화재로 지정되었다.

## 본관
남양(南陽)은 경기도 화성시(華城市) 남양읍 일대의 지명이다. 본래 고구려의 당성현(唐城縣)이다. 신라가 757년(경덕왕 16)에 당은군(唐恩郡)으로 고쳤고, 822년(헌덕왕 14)에 수성군(水城郡)에 병합되었으나 829년(흥덕왕 4)에 당성진을 설치하면서 분리되었다. 940년(고려 태조 23)에 당성군이 되었다. 1018년(현종 9)에 수주(水州)의 관할에 들었고, 후에 인주(仁州)의 영현이 되었다. 1172년(명종 2) 독립하여 감무를 두었다. 1290년(충렬왕 16)에 강녕도호부(江寧都護府)로 승격되었고, 익주목(益州牧)이 되었다가 1310년(충선왕 2)에 남양부가 되었다. 1413년(조선 태종 13)에 남양도호부가 되었다. 《세종실록지리지》에 경기도 남양도호부의 토성(土姓)으로 홍(洪)·송(宋)·방(房)·박(朴)·최(崔)·서(徐) 6성이 기록되어 있다.
1896년에 경기도 남양군이 되었다. 1914년 수원군에 병합되었다가 1949년 수원시가 분리되면서 화성군으로 개칭되었다. 2001년 화성시로 승격되었고, 시청 소재지는 남양읍이다.

## 집성촌
- 경기도 화성시 마도면 (한림공파)
- 전라북도 남원시 주생면 (정산공파)
- 경상북도 울진군 서면 전곡리 (참봉공파)
- 전라북도 남원시 금지면·대강면 (창평공파)
- 전라북도 고창군 상하면 자룡리 (한림공파)
- 전라북도 정읍시 내장면 용산리 (사계공파)
- 전라남도 순천시 송광면 대흥리
- 전라남도 고흥군 도양읍 가야리 (사계공파)
- 전라남도 담양군 담양읍 (학생공파)

## 인구
- 1985년 22,519명
- 2000년 22,496명
- 2015년 27,454명